# Dawson (Illinois)
Dawson és una població dels Estats Units a l'estat d'Illinois. Segons el cens del 2000 tenia 466 habitants.

## Demografia
Segons el cens del 2000, Dawson tenia 466 habitants, 188 habitatges, i 140 famílies. La densitat de població era de 206,8 habitants/km².
Dels 188 habitatges en un 36,2% hi vivien nens de menys de 18 anys, en un 61,2% hi vivien parelles casades, en un 6,4% dones solteres, i en un 25,5% no eren unitats familiars. En el 21,3% dels habitatges hi vivien persones soles el 8% de les quals corresponia a persones de 65 anys o més que vivien soles. El nombre mitjà de persones vivint en cada habitatge era de 2,48 i el nombre mitjà de persones que vivien en cada família era de 2,85.
Per edats la població es repartia de la següent manera: un 23% tenia menys de 18 anys, un 7,9% entre 18 i 24, un 32,2% entre 25 i 44, un 26,6% de 45 a 60 i un 10,3% 65 anys o més.
L'edat mediana era de 39 anys. Per cada 100 dones de 18 o més anys hi havia 99,4 homes.
La renda mediana per habitatge era de 51.250 $ i la renda mediana per família de 59.375 $. Els homes tenien una renda mediana de 31.719 $ mentre que les dones 27.396 $. La renda per capita de la població era de 19.686 $. Aproximadament el 4,2% de les famílies i el 5,9% de la població estaven per davall del llindar de pobresa.

## Poblacions més properes
El següent diagrama mostra les poblacions més properes.